# تخزين الطاقة

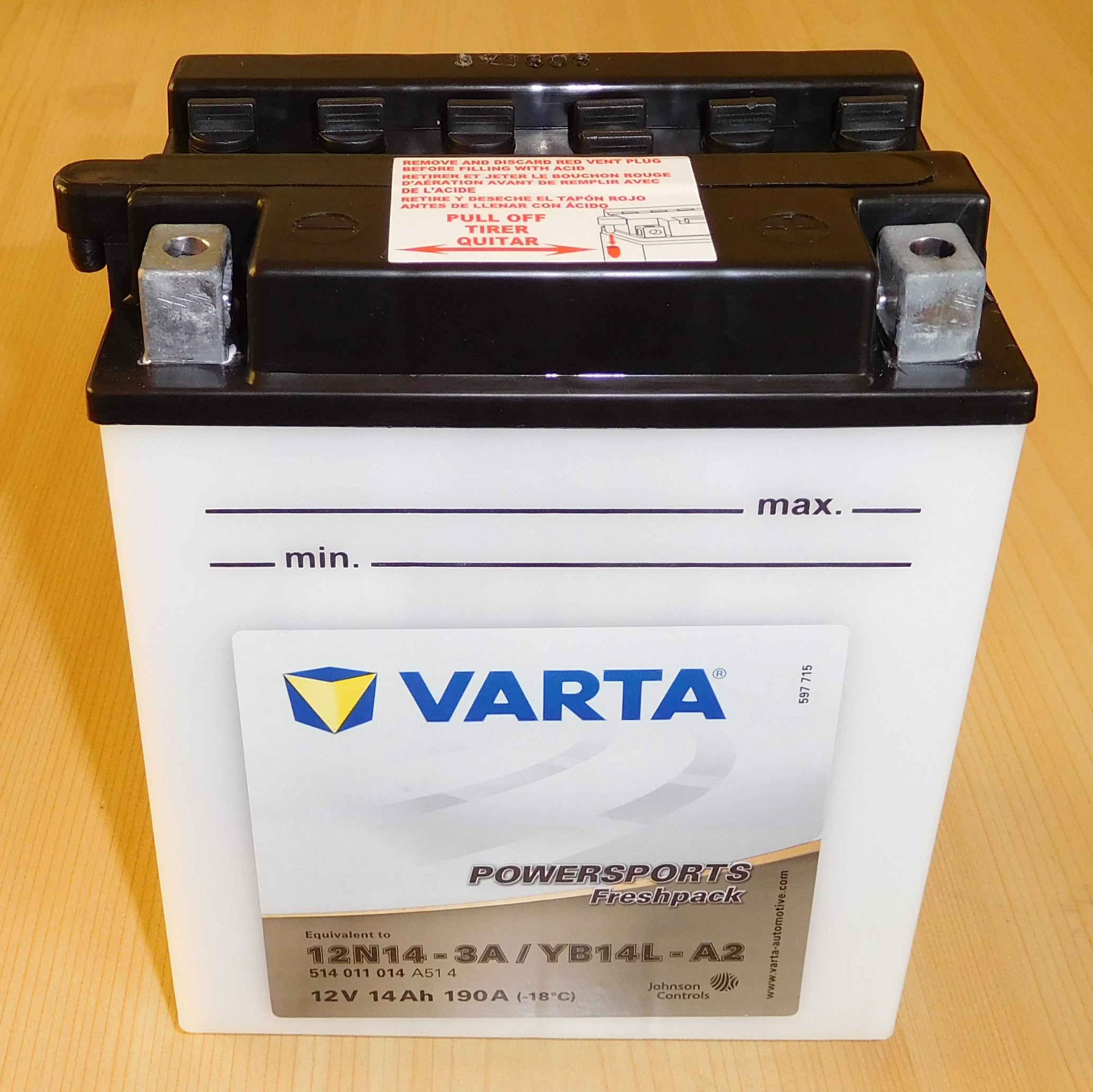
بطارية دراجة نارية تُستخدم لتخزين الطاقة بداخلها

تخزين الطاقة هو الاحتفاظ بالطاقة المنتجة في وقت محدد بهدف الاستفادة منها في وقت لاحق. بشكل عام، يُطلق على الجهاز الذي يُخزن الطاقة اسم بطارية أو خلية مدخرة. تظهر الطاقة بأشكال متعددة، منها: الطاقة الإشعاعية، والطاقة الكيميائية، وطاقة الوضع الجاذبية، وطاقة الوضع الكهربائية، والطاقة الكهربائية، والطاقة الحرارية، وطاقة الحرارة الكامنة، والطاقة الحركية. تنطوي عملية تخزين الطاقة على تحويل الطاقة من النماذج التي يصعب تخزينها إلى النماذج التي يسهل تخزينها أو التي تنخفض تكاليفها.
توفر بعض التقنيات تخزينًا قصير المدى للطاقة، فيما تحفظ بعض التقنيات الأخرى الطاقة لفترات أطول. تسيطر طريقة تخزين الطاقة عن طريق السدود المائية على طرق تخزين الطاقة الضخمة، سواءً كانت سدودًا تقليديةً أو سدودًا تعتمد على المضخات.
من الأمثلة الشائعة على تخزين الطاقة: البطارية القابلة للشحن، إذ تعمل هذه البطارية على تخزين الطاقة الكيميائية التي تتحول بسهولة إلى طاقة كهربائية لتشغيل الهاتف المحمول، والسدود الكهرومائية التي تخزن طاقة الوضع الجاذبية في خزانات، وخزانات تخزين الثلج التي تبقي الثلج مجمدًا باستخدام طاقة ليلية رخيصة بهدف تلبية الطلب على التبريد أثناء ساعات النهار. يعمل الوقود الأحفوري كالفحم والبنزين على تخزين الطاقة القديمة التي استمدتها الكائنات الحية من أشعة الشمس، وماتت بعدها ودُفنت وتحولت إلى هذا النوع من الوقود. يُعتبر الطعام (الذي يُنتج بنفس طريقة إنتاج الوقود الأحفوري) شكلًا من أشكال الطاقة المخزنة بشكل كيميائي.

## تاريخ

### التاريخ الحديث
كان توليد الطاقة الكهربائية بهدف تغذية الشبكة، في القرن العشرين، يعتمد بشكل أساسي على حرق الوقود الأحفوري. تُحرق كميات أقل من الوقود عند الحاجة لمستويات أقل من الطاقة. تسببت المخاوف من تلوث الهواء، ومن نقص موارد الطاقة إضافة إلى المخاوف من الاحتباس الحراري إلى ازدهار مجالات الطاقة المتجددة كالطاقة الشمسية وطاقة الرياح. تعتبر الطاقة الريحية غير خاضعة لأي ضوابط، وقد يتم توليدها في أوقات لسنا بحاجة لها فيها. تختلف مستويات الاستفادة من الطاقة الشمسية مع اختلاف وضع الغطاء السحابي، وتكون متاحة –في أفضل الأحوال- خلال ساعات النهار فقط، بينما يبلغ الطلب على الطاقة ذروته بعد غروب الشمس. مؤخرًا، بدأ الاهتمام بتخزين الطاقة المنتجة من هذه المصادر المتقطعة بالازدياد، وذلك مع بدء توليد الطاقة المتجددة للجزء الأكبر من الطاقة المستهلكة.
كان لاستخدام الطاقة الكهربائية خارج الشبكة، في القرن العشرين، أسواقًا متخصصة، وتوسعت هذا الأسواق مع بداية القرن الحادي والعشرين. تعتبر الأجهزة المحمولة شائعةً، وهي قيد الاستخدام في جميع أنحاء العالم. الألواح الشمسية شائعة أيضًا، وتستخدم في المناطق الريفية في جميع أنحاء المعمورة. أصبح الوصول إلى الكهرباء في يومنا هذا مسألة اقتصادية تعتمد على القدرة المالية، ولم يعد يقتصر فقط على الجوانب التقنية. مع ذلك، ماتزال مسألة تشغيل وسائل النقل دون حرق للوقود مسألةً قيد الدراسة والتطوير.

## مقارنة بين طرق تخزين الطاقة الكهربائية
لا يمكن تخزين الطاقة الكهربائية مباشرة حيث أن التيار الكهربائي عبارة عن حركة الإكترونات. ولذلك فلا بد دائما من تحويل الطاقة الكهربائية إلى نوع آخر من الطاقة ثم استعادتها في صورة طاقة كهربية عند الحاجة إليها. وتتم أي عملية لتحويل الطاقة من صورة لأخرى دائما بحدوث فقد جزء منها قد يكون فقدا كبيرا أو صغيرا.
| الطريقة                          | مكثف               | مكثف مزدوج الطبقاتEDLC | موصل فائق - ملف | حدافة حديد صلب, قديمة النوع 3.000 1/min | حدافة حديثة 80.000 1/min | مركم   | سدود مائية | خزان ضغط هوائي | طاقة غاز الهيدروجين        |
| -------------------------------- | ------------------ | ---------------------- | --------------- | --------------------------------------- | ------------------------ | ------ | ---------- | -------------- | -------------------------- |
| القدرة القصوى (ميجاواط)          | 0,01               | 0,1                    | 7               | 15                                      | 50                       | 17     | 1060       | 290            | 0,2                        |
| طول عمر التشغيل (دورة)           | 100 Mio            | 0,5 Mio                | 1 Mio           | 1 Mio                                   | 1 Mio                    | 2000   | ?          | ?              | 30'000 h (Brennstoffzelle) |
| الكفاءة (%)                      | 95                 | 90                     | 90              | 90                                      | 95                       | 80     | 80         | 42-54          | 18,2                       |
| التفريغ الذاتي (%/ساعة)          | 0,01               | 0,2                    | ?               | 3–20                                    | 0,1–10                   | 0,01   | ?          | ?              | 0,1                        |
| كلفة الإنشاء (يورو/كيلوواط ساعي) | 200.000            | 10.000                 | 30–2000         | 5000                                    | ?                        | 100    | 71         | محطة تجريبية   | [ 10 ]                     |
| كثافة الطاقة (كيلوواط ساعي/طن)   | مكثف كهرلي\|0,03]] | 5                      | 0,03            | 6                                       | 50                       | 30–120 | 0,4        | 9              | 33'300                     |
| وقت التفريغ للحجم المعتاد        | 0,01 s             | 100 s                  | 0,01 s          | 100 s                                   | 100 s                    | 1 h    | 8 h        | 2 h            | 0,5 h                      |

وإن عُلّمت بعض المربعات أو القيم بألوان مختلفة، تعني: الأخضر =جيدة جدا، الأحمر =سيئة جدا، وتعطي الأرقام بيانات المحطات الكبير في حالة التشغيل المستمر

## اقرأ أيضًا
- بطارية الرصاص
- بطارية صوديوم-كبريت
- بضاعة موجودة
- تخزين الطاقة بالتبريد
- نظام طاقة تخزين بحدافة